# Senat de Kenya
El Senat és la cambra alta del Parlament de Kenya. El senat es va establir per primera vegada com a part de la Constitució de Kenya de 1963. Després de ser abolit el 1966 va ser restablert per la Constitució de 2010.

## Primer Senat, 1963–1966
La Constitució de Kenya de 1963 va establir un Senat que consistia en 41 senadors elegits per sis anys, i un terç dels membres es retirava cada dos anys. Timothy Chokwe en va ser el primer president. Va ser abolit el 1966, quan els seus membres es van combinar amb els de la Cambra de Representants per a formar una legislatura unicameral, l'Assemblea Nacional.

## Senat modern, 2013–present
Les eleccions al Senat de Kenya de 2013 van tenir lloc el 4 de març de 2013. Amb la nova constitució, aprovada pel referèndum de 2010, les eleccions generals de 2013 van ser les primeres en què es van elegir senadors en representació dels 47 comtats de recent creació. Van ser també les primeres eleccions generals organitzades per la Comissió Independent d'Eleccions i Límits. D'acord amb la seva quota d'escons elegits, els partits polítics van designar altres setze dones. Es van presentar altres candidatures per a dos membres que representaven els joves i dos membres que representaven les persones amb discapacitat. El president, que és membre ex officio, va ser elegit pels senadors que van prestar jurament a la primera sessió del Senat.

## Poders
El paper del Senat són principalment la defensa dels interessos dels comtats:
- Representar els interessos dels comtats i els seus governs
- Participar en l'elaboració de lleis mitjançant l'examen, el debat i l'aprovació de projectes de llei relatius als comtats
- Controlar i determinar el presupost nacional dedicat als governs dels comtats
- Pot impugnar (impeachment) el president, el vicepresident, el governador del comtat i els sotsgovernadors